# Arcadio Ríos Rodríguez
Arcadio Ríos Rodríguez (Hevia, Siero,  1911 - Casayo, 27 de julio de 1946) fue un minero y guerrillero antifranquista.

## Trayectoria
Trabajó como minero en el tajo Pumarabule y fue miembro del Sindicato de los Obreros Mineros de Asturias (SOMA-UGT). Militante del PCE. Cuando Asturias cayó en octubre de 1937, huyó a la montaña con su hermano César Ríos Rodríguez. Su padre fue encarcelado y cuando fue liberado se fue a Francia, donde fue arrestado e internado en un campo de concentración alemán, donde murió; sus hermanos Manuel y Silvino fueron fusilados en Asturias. En abril de 1942 participó en el congreso de Ferradillo que dio lugar a la constitución de la Federación de Guerrillas de León-Galicia. Partidario de la unidad, fue nombrado jefe de guerrillas en la II Agrupación de la Federación de Guerrillas de León-Galicia. Murió a manos de la Guardia Civil el 26 de julio de 1946 durante la celebración del Congreso de la Reunificación de Casayo junto a Francisco Elvira Cuadrado, frente a su compañera Consuelo Rodríguez López.